# Paddy Finucane
Brendan Eamonn Fergus Finucane znany jako Paddy Finucane (ur. 16 października 1920 w Rathmines, zm. 15 lipca 1942 nad kanałem La Manche) – irlandzki lotnik, czołowy irlandzki as myśliwski okresu II wojny światowej.

## Życiorys

### Młodość
Urodził się 16 października 1920 w Rathmines na przedmieściach Dublina jako pierwsze dziecko Thomasa i Florence Finucane. Jego matka była Angielką z Leicesteru. W 1919 poznała Thomasa Andrew Finucane’a, który brał udział w wojnie o niepodległość. W październiku 1919 przenieśli się do Drumcondra, północnej dzielnicy Dublina, gdzie Thomas znalazł posadę kasjera w banku. Mimo że praca nie była dobrze opłacana, małżeństwo dawało sobie radę. Z początkiem 1920 przeprowadzili się do Rathmines gdzie w październiku przyszedł na świat ich pierwszy syn, Brendan. Niedługo potem Brendan i jego matka omal nie zginęli w strzelaninie między Black and Tans (formacja zbrojna walcząca po stronie Wielkiej Brytanii w czasie irlandzkiej wojny o niepodległość) a Irlandzką Armią Republikańską. W 1921 urodził się brat Brendana, Raymond, a następnie siostry Clare i Monica oraz brat Kevin. W ich domu ścierały się poglądy polityczne i religijne. Ojciec był abstynentem i żarliwym katolikiem, podczas gdy matka zachęcała starszych braci do bardziej liberalnego podejścia do życia. W wieku 10 lat Brendan wykazywał duże zainteresowanie sportem, szczególnie rugby.
W lecie 1932 bracia Finucane odbyli 10 minutowy lot podczas pokazów lotniczych w Baldonnel. Brendan zapragnął zostać pilotem, jego pragnienie wzrosło gdy w wakacje uczestniczył w dwóch meetingach w Swaythling i Eastleigh. W sierpniu 1933 przeniósł się z rodziną do północnej dzielnicy Dublina, Cabra. Uczęszczał do szkoły katolickiej gdzie okazał się dobrym rugbystą, wioślarzem i mistrzem boksu.
W lipcu 1936, jego ojciec Thomas, postanowił otworzyć biuro na Regent Street w Londynie, a w listopadzie cała rodzina przeniosła się na stałe do Richmond na przedmieściach Londynu. Brendan zaczął naukę w szkole Cardinal Vaughan Memorial School, którą ukończył z dobrymi wynikami i podjął pracę w biurze jako księgowy.

### Początki służby
W 1937 RAF rozpoczęła rekrutację dla osób z niższych klas. W kwietniu 1938, w drodze do pracy, złożył podanie w ministerstwie lotnictwa. Osiem tygodni później otrzymał wezwanie na rozmowę podczas której wykazał chęć latania oraz przedstawił dobre świadectwo ukończenia szkoły i osiągnięcia w sporcie. W sierpniu 1938 został skierowany do 6 Elementary and Reserve Flying Training School w Sywell gdzie szkolił się na samolotach de Havilland Tiger Moth. Nauka pilotażu przychodziła mu z trudem, zaliczył też kilka wpadek. 7 września omal nie wleciał w ogrodzenie lotniska, kilka dni później opona jego dwupłatowca pękła podczas podejścia do lądowania, samolot podskoczył, Finucane ledwo go opanował i wykonał twarde lądowanie, lecz tym razem instruktor udzielił mu pochwały. Po przyziemieniu spostrzegli, że podwozie zostało zniszczone, Finucane powiedział: „Nie byłoby już Brendana ani pana Morrisa”.
Roland Morris był doświadczonym instruktorem z nalotem przekraczającym 2000 godzin. Krytykował nawyk Finucane’a, który próbował zmusić samolot do zrobienia tego, co chciał, zamiast go wyczuć. Mimo wielu błędów, Finucane chciał latać bez instruktora. 21 września, po spędzeniu 14 godzin w powietrzu, odbył swój pierwszy samodzielny lot podczas którego omal nie przeciągnął samolotu zaraz po starcie. 28 października, po ukończeniu kursu podstawowego, został sklasyfikowany jako przeciętny pilot, lecz wystarczająco kompetentny do dalszego szkolenia i otrzymał skierowanie do 8 Flying Training School w Montrose w Szkocji. W Montrose szkolił się na lekkich bombowcach Hawker Hart. Miał problemy z określeniem wysokości i lądowaniem. Jeden z instruktorów stwierdził: „Ziemi nigdy nie było tam, gdzie Paddy się jej spodziewał”. Na domiar złego nie zaliczył jednego z testów majora Dickiego Legga, jego sytuacja była nie do pozazdroszczenia, major Legg postanowił dać mu jeszcze jedna szansę gdy Finucane wykazał poprawę i wyjątkową determinację. 21 marca 1939 przesiadł się Hawker Fury i ponownie został określony jako przeciętny, na egzaminach otrzymał następujące oceny: 77% z nawigacji, 54% z meteorologii, 50% ze znajomości silników lotniczych i 65% ze znajomości uzbrojenia. 10 lipca, podczas lotu transportowego do Gosport, przy złej pogodzie, rozbił samolot de Havilland Tiger Moth. 29 sierpnia w stopniu podporucznika (pilot officer) otrzymał numer służbowy 41276.

### Druga wojna światowa
Zimę 1939-1940 spędził wykonując tak wiele lotów jak było to możliwe. Nie miał szans na loty myśliwcem i niespodziewanie został przeniesiony do centrum lotów treningowych i skoków spadochronowych do Henlow, gdzie musiał się zadowolić rolą drugiego pilota przestarzałego bombowca Vickers Victoria, którym przewoził obsługę naziemną między różnymi lotniskami. Od maja 1940 zaczął się szkolić na dolnopłatach Miles Magister. Po kampanii francuskiej, RAF potrzebowało pilotów myśliwskich aby uzupełnić straty poniesione w walkach na kontynencie. Finucane poprawił swoje umiejętności i 27 czerwca został skierowany do 7 Operational Training Unit (7 OTU) w Hawarden niedaleko Chester, gdzie przeszedł szkolenie na myśliwcach Supermarine Spitfire.
12 lipca 1940 otrzymał przydział do 65 dywizjonu, w którym służyło kilku asów, między innymi William Franklin. Finucane nazywał go najbardziej niechlujnym w dywizjonie, a jednocześnie zazdrościł mu umiejętności i próbował naśladować. 24 lipca dywizjon przeniesiono do Rochford w hrabstwie Essex. Następnego dnia Finucane odbył swój pierwszy lot bojowy. Jego Spitfire który służył bojowo od kwietnia był już wyeksploatowany. Podczas wznoszenia nastąpił wyciek glikolu, kokpit wypełnił się oparami płynu chłodniczego, ponadto łączność radiowa została przerwana. Mimo usterek Finucane zdołał powrócić do Richmond i wylądować na brzuchu. Swoje pierwsze zwycięstwo osiągnął 12 sierpnia strącając Bf 109 niedaleko North Foreland, zestrzelenie potwierdził sierżant Orchard z jego eskadry. Podczas tankowania i uzupełniania amunicji baza została zaatakowana z niskiego pułapu przez Me 110 i Do 17 eskortowane przez Bf 109. Niewiele spitfirów wzbiło się w powietrze, Finucane i Jeffrey Quill wystartowali pod wiatr gdy pierwsze bomby spadały na lotnisko. Zaatakowali messershmitty, Quill jednego zestrzelił, Finucane ostrzelał dwa, jednego uszkodził, drugi został zaliczony jako prawdopodobnie zniszczony. Następnego dnia strącił Bf 109 a kolejnego uszkodził.
Między 14 a 27 sierpnia dywizjon stracił trzech pilotów (dwóch zabitych i jeden zaginiony) i 4 spitfire’y, a 28 sierpnia został przeniesiony na odpoczynek do Turnhouse pod Edynburgiem. 3 września Finucane awansował na porucznika (flying officer). 8 listopada jednostka została przeniesiona do Leuchars, a trzy tygodnie później do Tangmere.
Z początkiem 1941 Luftwaffe rzadko pokazywała się za dnia nad Anglią, Paddy przez większość czasu patrolował wybrzeże nad La Manche. 4 stycznia zestrzelił Me 110. 19 stycznia wraz z sierżantem Orchardem przechwycił nad St. Catherine’s Point Ju 88. Ścigali go prawie do Cherbourga, gdzie z powodu braku paliwa zostawili go z płonącymi silnikami lecącego 50 stóp nad ziemią. Niemiecki pilot okazał się wymagającym przeciwnikiem, wykonywał ślizgi na niskim pułapie kierując się na słońce, którego blask uniemożliwił Brytyjczykom uzyskanie kontaktu wzrokowego. Tylny strzelec celnie ostrzelał samolot Paddy’ego. Ju 88 został zaliczony jako zwycięstwo zespołowe. 5 lutego niedaleko Saint-Omer posłał do ziemi Bf 109. 26 lutego 65 dywizjon został przeniesiony do Kirton-in-Lindsey. 14 kwietnia 1941 Finucane został skierowany do nowo utworzonego 452 australijskiego dywizjonu, jako dowódca eskadry; tego samego dnia otrzymał awans na stopień kapitana (flight lieutenant). Nazajutrz odbył swój ostatni lot w 65 dywizjonie osiągając swoje piąte zwycięstwo uzyskując tym samym tytuł asa. 25 kwietnia został odznaczony Distinguished Flying Cross. Jego początek w 452 dywizjonie nie był imponujący. 3 maja 1941 podczas lotu na rozpoznanie z dowódcą, majorem Royem Duttonem, zbliżył się za bardzo do samolotu dowódcy i zahaczył śmigłem o jego ogon. Natychmiast powiadomił dowódcę przez radio o zaistniałej sytuacji. Dutton leciał za nisko na skok ze spadochronem i zdecydował się na przymusowe lądowanie, w trakcie którego połamał sobie żebra. Finucane przeprosił za błąd, tłumacząc że jego spitfire, jako jedyny, jest wyposażony w metalowe śmigło, które zapewniło mu dodatkową prędkość. Mimo incydentu został tymczasowym dowódcą w zastępstwie rannego Duttona. w maju 1941 dywizjon został przezbrojony w spitfire’y Mk II, Finucane otrzymał spitfire’a z numerem P8038, który poprzednio służył w dywizjonie 303. Był to pierwszy z czterech samolotów Paddy’ego oznakowany charakterystycznym Shamrockiem (trójlistną koniczyną, symbolem Irlandii). 11 lipca 1941 Paddy strącił Bf 109 5 mil na zachód od Lille.

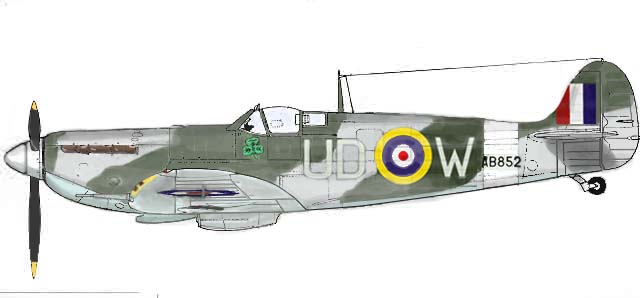
Spitfire Brendana Finucane’a z shamrockiem, nazwany Latający shamrock.

21 lipca 452 dywizjon przebazował do Kenley, gdzie dołączył do dywizjonów 602 oraz do 485 (nowozelandzkiego). Trzy jednostki były zalążkiem skrzydła Kenley. Dywizjony zostały wzmocnione doświadczonymi podoficerami, lecz jako jednostki były niedoświadczone. W Kenley Paddy zaprzyjaźnił się z australijskim asem Keithem Truscottem. Razem bywali w restauracji Oddenino na Regent Street, ulubionym lokalu pilotów w zaciemnionym Londynie. Tam Paddy poznał Jean Woolford, która została później jego narzeczoną. Spędzał z nią urlopy w Kew Gardens i Richmond Park.

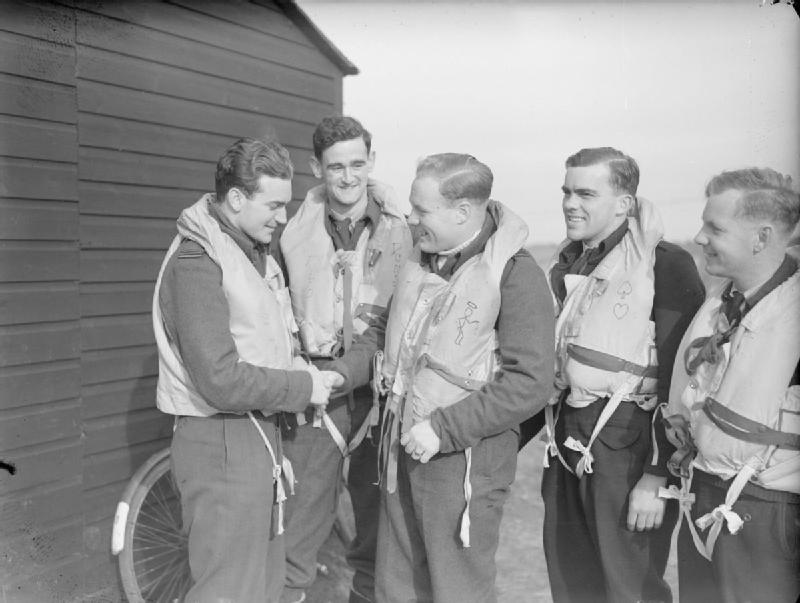
Finucane (z lewej) i Keith Truscott, październik 1941.

3 sierpnia skrzydło wystartowało na wymiatanie nad Francją. Niedaleko Ambleteuse 1000 stóp powyżej, od czoła dostrzeżono 5 Bf 109. 3 messerschmitty oderwały się od formacji i zanurkowały na Brytyjczyków. Spitfire’y podjęły walkę. Finucane rzucił się na prowadzącego Niemca i otworzył ogień z odległości 200 jardów, messerschmitt stanął w płomieniach. Zauważywszy formację 18 innych stodziewiątek lecących powyżej, Finucane z sześcioma spitfire’ami wzniósł się aby nawiązać walkę i ostrzelał ogon wrogiej maszyny, która pionowo spadała w dół, aż do wysokości 2000 stóp, gdzie w chmurach stracono z nią kontakt wzrokowy. 9 sierpnia zestrzelił kolejnego Bf 109 nad Béthune. Tydzień później w okolicach Boulogne-sur-Mer osiągnął potrójne zwycięstwo zestrzeliwując 3 Bf 109.
W sierpniu 1941 dywizjon został przezbrojony w spitfire’y Mk Vb, Paddy wybrał samolot z numerem AB852, w którego kodzie była litera W, tak jak w samolocie którym zderzył się z majorem Duttonem. Twierdził, że litera W przynosi mu szczęście. 19 sierpnia eskortując Blenheimy napotkano myśliwce z JG 2 i JG 26. Wywiązały się walki kołowe na wysokości 18 000 stóp a skończyły na 4000. Finucane zgłosił dwa zestrzelenia: jedno pewnie i jedno prawdopodobne. Na początku września przebywał na urlopie. Po powrocie do lotów bojowych, 20 września uzyskał drugie potrójne zwycięstwo. Następnego dnia powiększył swoje konto o dwa kolejne Bf 109. 2 października nad północną Francją odstrzelił skrzydło messerschmitta, a drugiego uszkodził. 11 października otrzymał Distinguished Service Order. Nazajutrz strącił kolejnego Bf 109 blisko Le Touquet. Tego samego dnia RAF straciło 8 pilotów myśliwskich. Dywizjon spędził zakrapianą noc. Wracając na kwaterę Finucane przeskoczył balustradę ratusza w Croydon spadając 18 stóp w dół, złamał kość piętową i spędził kilka tygodni w szpitalu. Ministerstwo Lotnictwa wykorzystało jego reputację do propagandy. 22 października przeczytał dla BBC, ze szpitalnego łóżka opis swojej służby zatwierdzony przez ministerstwo. 14 listopada otrzymał przeniesienie do Halton. Po przybyciu został wezwany do Londynu, gdzie 25 listopada otrzymał z rąk króla Jerzego VI dwie belki do krzyża DFC w Buckingham Palace.
20 stycznia 1942 został dowódcą 602 dywizjonu w Redhill. Pięć dni później do bazy w Redhill przybył podpułkownik (wing-commander) Victor Beamish i awansował Finucane’a do rangi majora (squadron leader). Miesiąc później, Finucane ze skrzydłowym Dickiem Lewisem polecieli nad Francję, u francuskich wybrzeży ostrzelali mały statek i skierowali się na Anglię. Paddy spostrzegł dwa Fw 190 i zanurkował z Lewisem do poziomu morza, po kilku minutach Niemcy zbliżyli się do nich i podjęli walkę. Finucane pierwszy ostrzelał wroga, lecz Fw 190 szybko uzyskał przewagę i odpowiedział ogniem. Spitfire Paddy’ego został uszkodzony, kawałek blachy oderwany od kadłuba wpadł do kokpitu i ranił go w nogę. Utrata krwi spowodowała zawroty głowy, Lewis osłaniał swojego dowódcę przed sześcioma kolejnymi atakami. W ostatnim, szóstym ataku Focke-Wulfy nadleciały z przeciwnych stron, Lewis jednego ostrzelał, drugi zawrócił. Finucane zdołał mimo wszystko dolecieć do bazy, po wylądowaniu i wyłączeniu silnika stracił przytomność. 2 marca, po tygodniowym pobytu w szpitalu udał się na urlop. 13 marca powrócił do dywizjonu, do którego w międzyczasie dołączył kapitan James Harry Lacey, as myśliwski. Tego dnia Paddy odniósł dwa zwycięstwa nad Fw 190, jedno indywidualne drugie zespołowe. 26 marca zestrzelił Fw 190, a 28 kolejne dwa. 26 marca dziennikarze z tygodnika Life filmowali start i lądowanie dywizjonu. Tego dnia wyposażono samoloty 602 dywizjonu w fotokarabiny ponieważ dowództwo twierdziło, że piloci zgłaszali zbyt wiele zwycięstw. Ministerstwo lotnictwa przyspieszyło również plan wprowadzenia spitfire’ów Mk IX, których parametry były porównywalne z Fw 190. Finucane odbył przynajmniej jeden lot spitfirem Mk IX, 26 czerwca 1942 leciał osobistym samolotem dowódcy 64 dywizjonu Duncana Smitha. 27 czerwca otrzymał promocje na stopień podpułkownika (wing commander) i stał się jednocześnie najmłodszym podpułkownikiem RAFu.
15 lipca 1942 wystartował na czele skrzydła na atakowanie celów naziemnych nad Étaples w północnej Francji. Lecąc niedaleko Le Touquet skrzydło dostało się pod ogień artylerii naziemnej. Spitfire Finucane’a został trafiony w chłodnicę, jego skrzydłowy Alan Aikman pokazał mu biały dym. Cisza radiowa była przestrzegana. Finucane powoli leciał w stronę morza, Aikman dotrzymywał mu kroku. 8 mil (13 km) od Le Touquet Finucane przerwał ciszę radiową i nadał ostatnią wiadomość. Aikman zaświadczył, że Paddy osunął owiewkę, zdjął hełm i wodował. Wodowanie było dobrze wykonane, lecz nos samolotu wleciał w wysoka falę. Dokładne okoliczności śmierci Finucane’a nie są znane, prawdopodobnie utonął w morzu

## Ordery i odznaczenia
- Distinguished Flying Cross[17]
- Distinguished Service Order[25]